# فرحات الدشراوي
فرحات الدشراوي (1928 - 18 أكتوبر 2007)، أكاديمي ومؤرخ ونقابي وسياسي تونسي.

## حياته
زاول فرحات الدشراوي تعليمه الثانوي في المدرسة الصادقية، تم نال التحصيل في اللغة العربية في 1953، والتحصيل في التاريخ ودكتوراه دولة في تاريخ العصور الوسطى من السوربون في 1970 تحت إشراف المؤرخين والمستشرقين إفاريست ليفي بروفنسال وريجي بلاشير. 
عمل كمدرس في المؤسسات الثانوية قبل أن ينضم إلى جامعة تونس في نهاية الستينات. وكان أستاذا في تاريخ الحضارة العربية الإسلامية في العصور الوسطى في كلية العلوم الإنسانية والاجتماعية بتونس، ونشر وقتها عدة أعمال حول الفاطميين والحضارة الأندلسية. 

لمدة سنوات، كان له عمود أسبوعي مخصص في صحيفة العمل عنوانه «فكرة الأسبوع»، إضافة إلى حصة إذاعية أسبوعية في الإذاعة الوطنية عنوانها «في الرسالة المحمدية». 

كان عضوا مؤسسا لجمعية الدراسات الأندلسية. من جهة أخرى، كان فرحات نقابيا معروفا، حيث كان عضو المكتب التنفيذي للاتحاد العام التونسي للشغل. بصفته هذه، عين وزيرا للشؤون الاجتماعية في 29 أكتوبر 1971 في حكومة الهادي نويرة، وبقي على رأس الوزارة حتى 14 يناير 1974.

## مؤلفاته
- Histoire de la Tunisie. Le Moyen Âge (مع محمد الطالبي وهشام جعيط وعبد المجيد الدويب ومحمد علي مرابط)، الشركة التونسية للتوزيع، تونس العاصمة، 1965 (أعيد نشره من دار الجنوب للنشر، تونس العاصمة، 2005).
- الخلافة الفاطمية بالمغرب 296-365هـ / 909-975م (بالفرنسية: الشركة التونسية للتوزيع، تونس العاصمة، 1981 ؛ بالعربية: دار الغرب الإسلامي، بيروت، 1994).
- Bourguiba : pouvoir et contre-pouvoir (نشر بعد وفاته)، دار نشر نيرفانا، تونس العاصمة، 2013.